# Болото (Иркутская область)
Боло́то (эвенк. Болодёк) — деревня в Качугском районе Иркутской области России. Входит в состав Залогского муниципального образования.

## Этимология
Название никак не связано с русским словом болото и происходит от эвенкийского болодёк, болодёкит — осенняя стоянка.

## География
Деревня находится на расстоянии 40 км к востоку от посёлка городского типа Качуг, административного центра района.

## Население
| 2002 | 2010 | 2011 | 2012 |
| ---- | ---- | ---- | ---- |
| 174  | ↘116 | →116 | ↘114 |

### Половой состав
По данным Всероссийской переписи, в 2010 году в деревне проживало 116 человек (49 мужчин и 67 женщин).